# Wojciech Urbański (szlachcic)
Wojciech Urbański herbu Nieczuja (zm. 17 listopada 1692) – kasztelan wieluński w latach 1685-1692, kasztelan rozpierski w latach 1679-1685, starosta grabowski, sędzia lwowski, właściciel Złoczewa w latach 1671–1692, trzykrotny deputat na Trybunał Główny Koronny, gdzie w 1692 pełnił funkcję marszałka, senator Rzeczypospolitej Obojga Narodów. Posiadał jak na ówczesne czasy olbrzymi majątek.
Jako właściciel dóbr złoczewskich, zasłużył się przede wszystkim dla klasztoru oo. bernardynów w Złoczewie (obecnie klasztor Mniszek Kamedułek), w którym pełnił funkcję syndyka. Ufundował kaplicę Matki Boskiej, pod którą urządził kryptę grobową. Jest też fundatorem kaplicy św. Antoniego i osobno stojącej na cmentarzu przykościelnym kaplice Chrystusa Cierpiącego. W latach 1683–1693 rozbudował klasztor oo. bernardynów, łącząc go z kościołem. Zbudowano także wieżę na dzwony i zegar oraz bramę wejściową.
Był elektorem Michała Korybuta Wiśniowieckiego z województwa sieradzkiego i z ziemi wieluńskiejw 1669 roku. Uczestniczył też w wyprawie wiedeńskiej króla Jana III Sobieskiego, walcząc jako dowódca chorągwi przy hetmanie polnym koronnym Mikołaju Hieronimu Sieniawskim, na lewym skrzydle wojsk polskich. Walczył jeszcze pod Parkanami, w kampanii węgierskiej i słowackiej. Z wyprawy przywiózł obraz Matki Boskiej Passawskiej, który umieszczono w kościele przyklasztornym. Za zasługi otrzymał starostwo grabowskie i tarnogórskie oraz tytuł pułkownika Jego Królewskiej Mości. Własnym kosztem wystawił regiment: dragonii 150 koni i żołnierzy, który w 1687 stacjonował w Złoczewie. Ten wizerunek Matki Bożej jest wzorowany na słynnym obrazie Matki Boskiej Wspomożenia Wiernych Lucasa Cranacha Starszego przechowywanym w Innsbrucku.
Wojciech Urbański zmarł 17 listopada 1692. Pochowany został w podziemiach złoczewskiego klasztoru „w trumnie cynowej, w asyście wojska”. Uroczystości żałobne miały miejsce 10 stycznia 1693 r.
Od 1 września 2009 r. jest patronem Liceum Ogólnokształcącego w Złoczewie.